# Antonio Gatti
Antonio Gatti (Teramo, 18 maggio 1946) è un politico italiano.

## Biografia
Nato a Teramo, si è laureato in medicina veterinaria all'Università di Napoli Federico II nel 1971, lavorando al 1973 al 2005 presso l'Istituto zooprofilattico sperimentale dell'Abruzzo e del Molise "Giuseppe Caporale". È stato docente di parassitologia veterinaria all'Università di Bari (1979-1992), all'Università di Chieti (1992-1993) e dal 1993 presso l'Università degli Studi di Teramo.
Attivo politicamente nelle file della Democrazia Cristiana, è stato consigliere comunale a Teramo, ricoprendo l'incarico di assessore dal 1985 al 1993. Nel febbraio 1993 è stato eletto sindaco di Teramo, in sostituzione di Pietro D'Ignazio, rimanendo in carica fino al gennaio 1995: fu l'ultimo sindaco della DC prima della sua dissoluzione e ultimo sindaco prima dell'istituzione dell'elezione diretta.